# Henry E. Dixey
Henry E. Dixey (nato Henry Dixon; Boston, 6 gennaio 1859 – Atlantic City, 25 febbraio 1943) è stato un attore e impresario teatrale statunitense.
Era sposato con l'attrice Marie Nordstrom.

## Biografia
Nato a Boston il 6 gennaio 1859, Henry E. Dixey fece il suo debutto teatrale nella sua città natale nel 1868. Entrò poi a far parte della compagnia del Howard Athenaeum, con la quale nel 1869 recitò in Under the Gaslight di Augustin Daly. Dixey passò presto ai ruolo di protagonista, soprattutto in commedie e musical. Una delle sue interpretazioni più note resta quella in Adonis, un popolare burlesque musicale di cui fu interprete dal 1883 al 1885. La sua carriera, che lo vide anche interprete di alcuni film, durò fino al 1926.
Dixey fece parte del gruppo (altri erano il pugile Paddy Ryan e il lottatore William Muldoon) che, il 19 maggio 1885, assistette al tuffo di Robert Emmet Odlum (1851-1885), il primo uomo a gettarsi dal ponte di Brooklyn. Odlum - che aveva 33 anni - morì nel tentativo. Dixey cronometrò in tre secondi e mezzo la durata del tuffo.
L'attore morì a 84 anni, il 25 febbraio 1943 nel New Jersey, ad Atlantic City, vittima di un incidente stradale.

## Spettacoli teatrali
- The Pearl of Pekin (Broadway, 19 marzo 1888)
- The Pearl of Pekin (Broadway, 7 gennaio 1889)
- The Pearl of Pekin (Broadway, 30 settembre 1889)
- A Tragedy Rehearsed (Broadway, 31 gennaio 1895)
- Thoroughbred (Broadway, 20 aprile 1896)
- Adonis di Edward E. Rice e William Gill (Broadway, 9 maggio 1899)
- Oliver Goldsmith (Broadway, 19 marzo 1900)
- The Burgomaster (Broadway, 31 dicembre 1900)
- A Modern Magdalen (Broadway, 29 marzo 1902)
- Facing the Music (Broadway, 21 maggio 1903)
- Little Mary (Broadway, 5 gennaio 1904)
- Henry E. Dixey and Company (Broadway, 17 ottobre 1904)
- The Prince Consort (Broadway, 6 marzo 1905)
- The Man on the Box (Broadway, 3 ottobre 1905)
- Papa Lebonnard (Broadway, 28 aprile 1908)
- The Devil (Broadway, 18 agosto 1908)
- Mary Jane's Pa (Broadway, 3 dicembre 1908)
- Mr. Buttles (Broadway, 20 gennaio 1910)
- Becky Sharp (Broadway, 20 marzo 1911)
- Mrs. Bumpstead-Leigh (Broadway, 3 aprile 1911)
- H.M.S. Pinafore (Broadway, 29 maggio 1911)
- A Thousand Years Ago (Broadway, 6 gennaio 1914)
- Twelfth Night (Broadway, 23 novembre 1914)
- Mr. Lazarus (Broadway, 5 settembre 1916)
- The Deluge (Broadway, 20 agosto 1917)
- Chu Chin Chow (Broadway, 22 ottobre 1917)
- The Long Dash (Broadway, 5 novembre 1918)
- The Outrageous Mrs. Palmer (Broadway, 12 ottobre 1920)
- Personality (Broadway, 27 agosto 1921)
- The Rivals (Broadway, 5 giugno 1922)
- The School for Scandal, di Richard Brinsley Sheridan (Broadway, 4 giugno 1923)
- She Stoops to Conquer, di Oliver Goldsmith (Broadway, 9 giugno 1924)
- The Two Orphans (Broadway, 5 aprile 1926)

## Filmografia
- David Garrick - cortometraggio (1908)
- Chelsea 7750, regia di J. Searle Dawley (1913)
- Father and Son, regia di T. Hayes Hunter (1916)